# إيان جيبسون (فنان قصص مصورة)
إيان جيبسون (بالإنجليزية: Ian Gibson)‏ هو فنان قصص مصورة بريطاني، ولد في 1946.

## وصلات خارجية
- الموقع الرسمي
- إيان جيبسون على موقع IMDb (الإنجليزية)